# Berg im Drautal
Berg im Drautal – gmina w Austrii, w kraju związkowym Karyntia, w powiecie Spittal an der Drau. Według Austriackiego Urzędu Statystycznego liczyła 1304 mieszkańców (1 stycznia 2015 roku).

## Współpraca
Miejscowość partnerska:
- Lohfelden, Niemcy